# Filialkirche Werschling
Koordinaten: 46° 45′ 14,4″ N, 14° 3′ 24,4″ O
Die römisch-katholische Filialkirche Werschling steht im Dorf Werschling in der Gemeinde Himmelberg im Bezirk Feldkirchen in Kärnten. Die dem heiligen Thomas geweihte Filialkirche der Pfarre Himmelberg gehört zum Dekanat Feldkirchen in der Diozese Gurk. Die Kirche und der Friedhof stehen unter Denkmalschutz.

## Geschichte
Eine Kirche wurde 1494 urkundlich genannt. Das Langhaus stammt im Kern aus dem 12./13. Jahrhundert. Der Chorturm mit der südlich angebauten Sakristei mit einer Beinkammer im Untergeschoß wurde für das Ende des 15. Jahrhunderts angenommen. Die Wandmalereien außen an der Südwand sind mit 1516 bezeichnet, wobei 1994 bei einer Restaurierung die Farbigkeit von 1716 wiederhergestellt wurde.

## Bauwerk

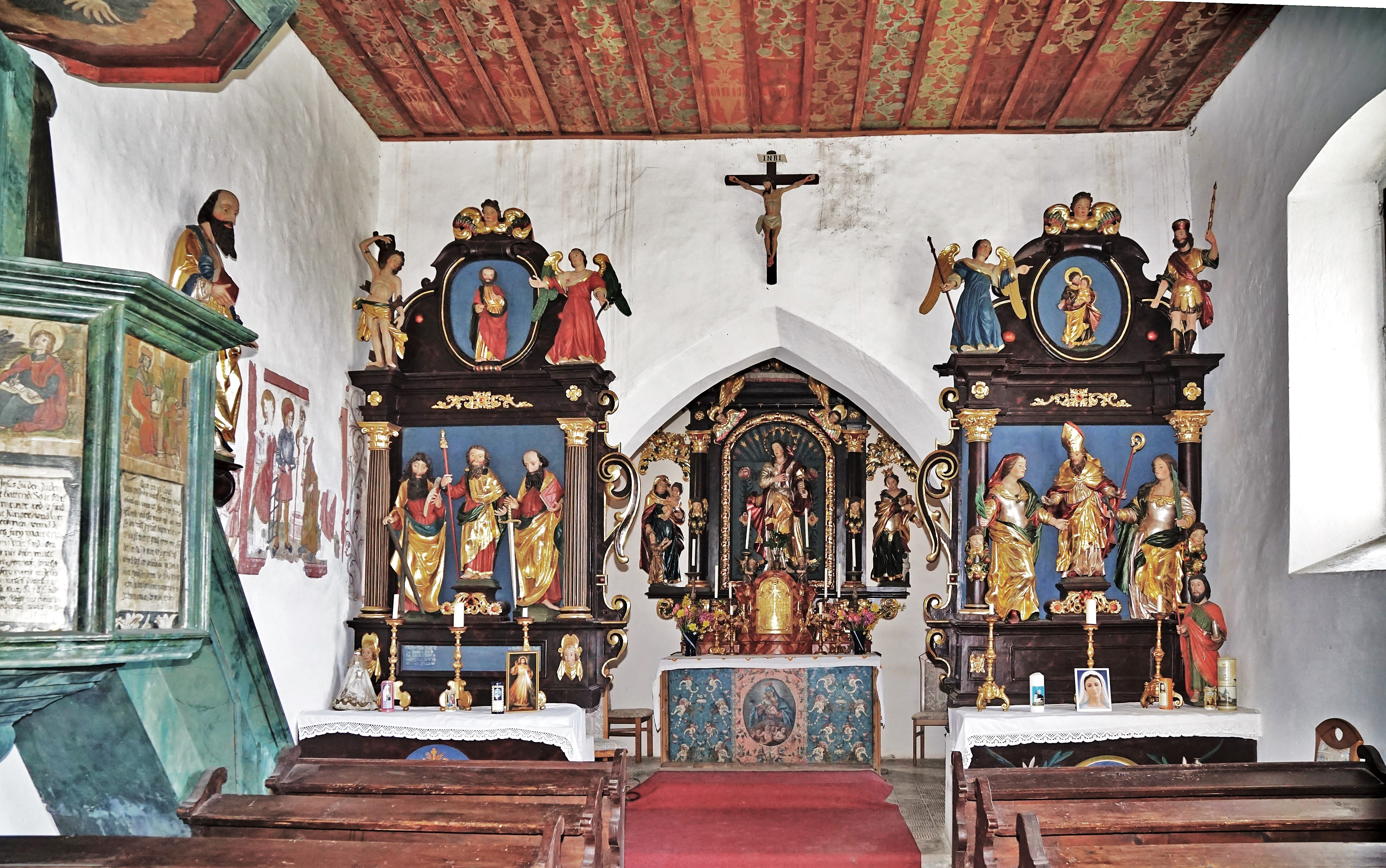
Innenansicht

Die wesentlich gotische Filialkirche steht auf einer Kuppe im Dorf Werschling und ist von einem Friedhof mit einer alten Steinummauerung umgeben.
Der wehrhafte Bau aus dem 14. Jahrhundert mit starken Mauern hat ein Vordach, das vom Kirchhofsportal getragen wird, seitlich davor steht ein Opfertisch. Der Innenraum hat eine flache patronierte Holzdecke, die mit volkstümlichen, gotischen Blätterranken bemalt ist. Ein freigelegter, gotischer Freskenrest zeigt eine Szene mit dem hl. Laurentius.
An der Außenmauer befinden sich alte Wandmalereien, die zehn Gebote sowie die fünf Gebote der Kirche bildlich darstellend, weiters eine die Stifter zeigende Malerei an der Südfront das ehemalige Beinhauses.

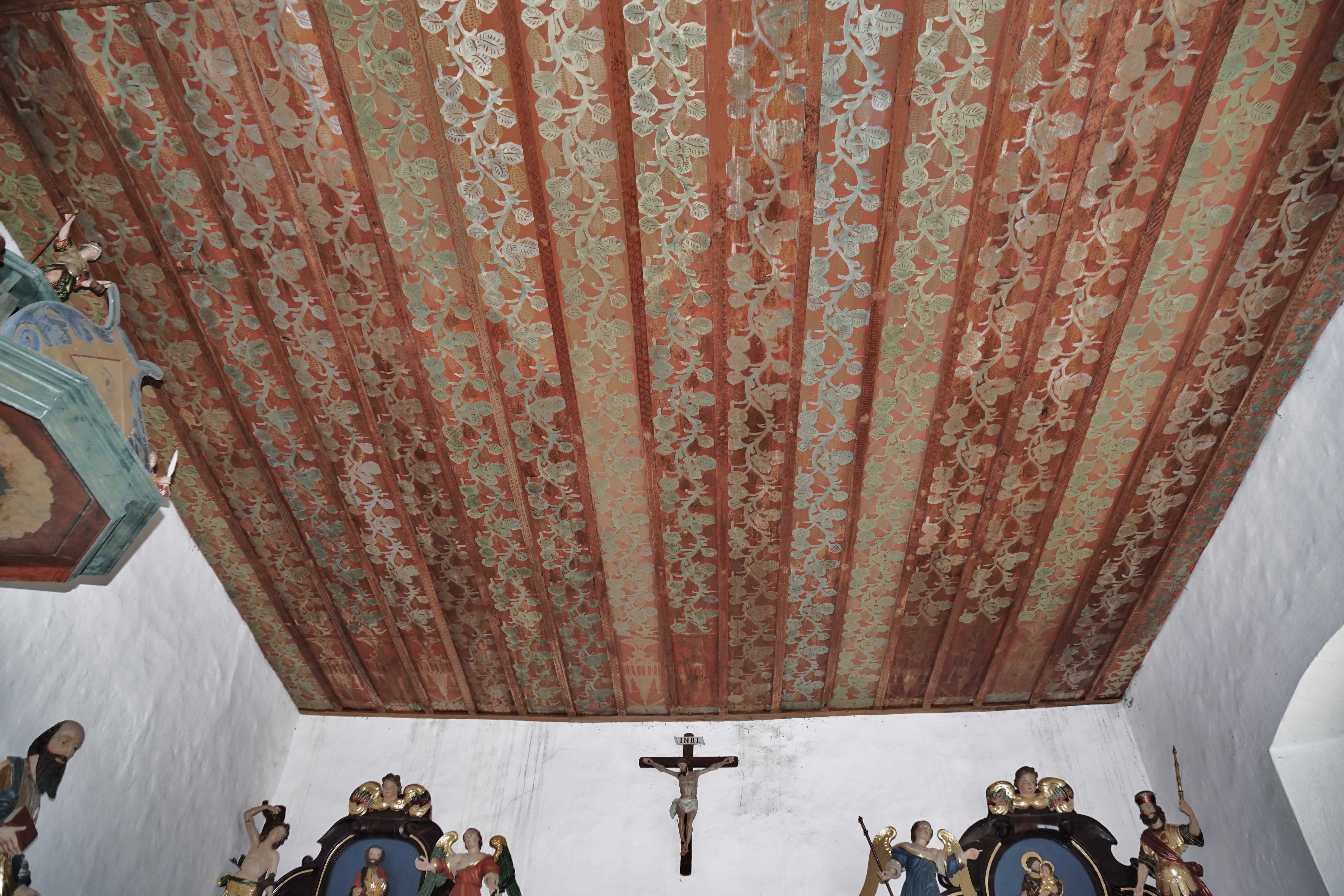
Die Holzdecke des Langhauses
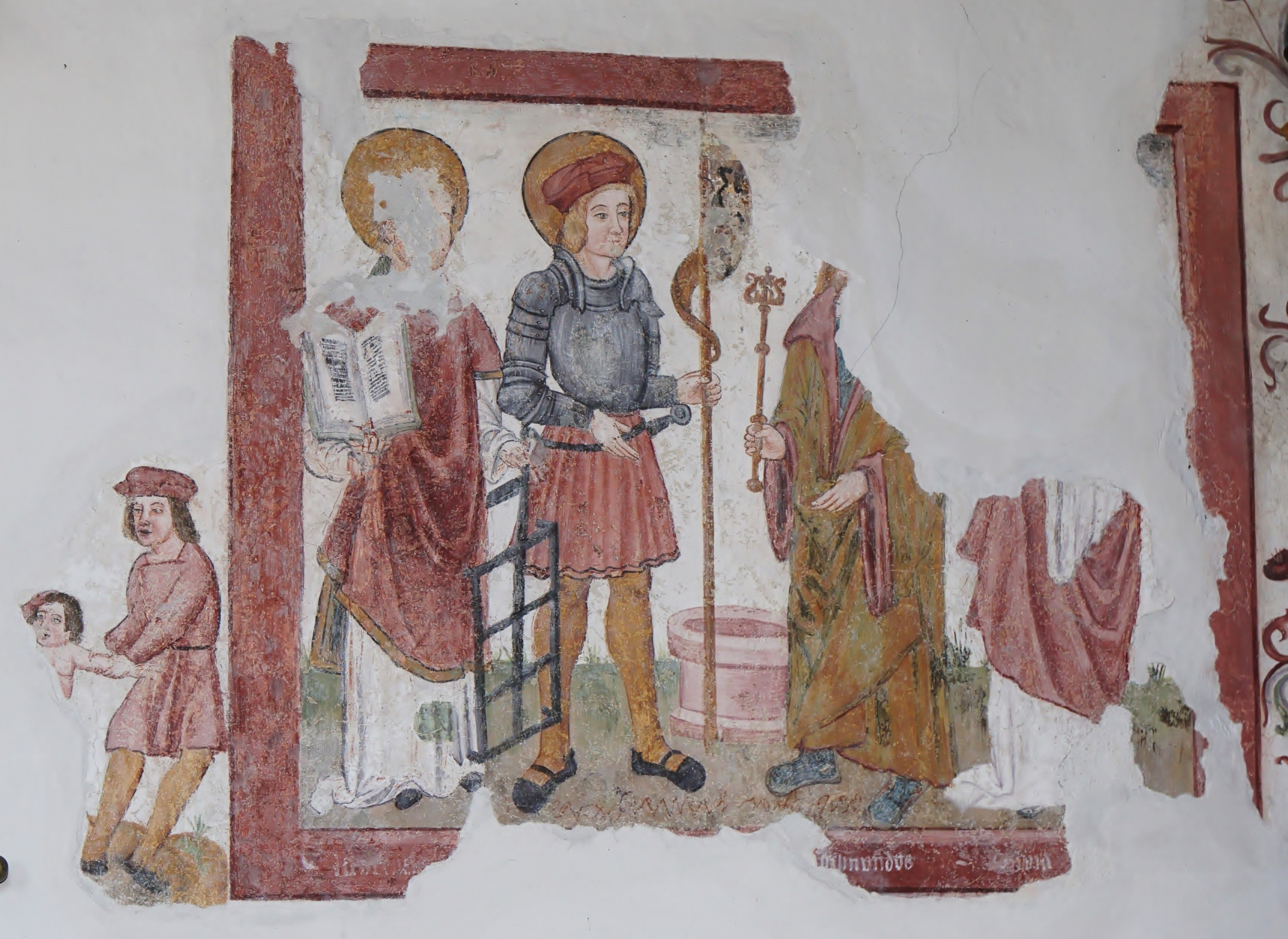
Fresko an der nördlichen Langhausinnenseite

## Einrichtung

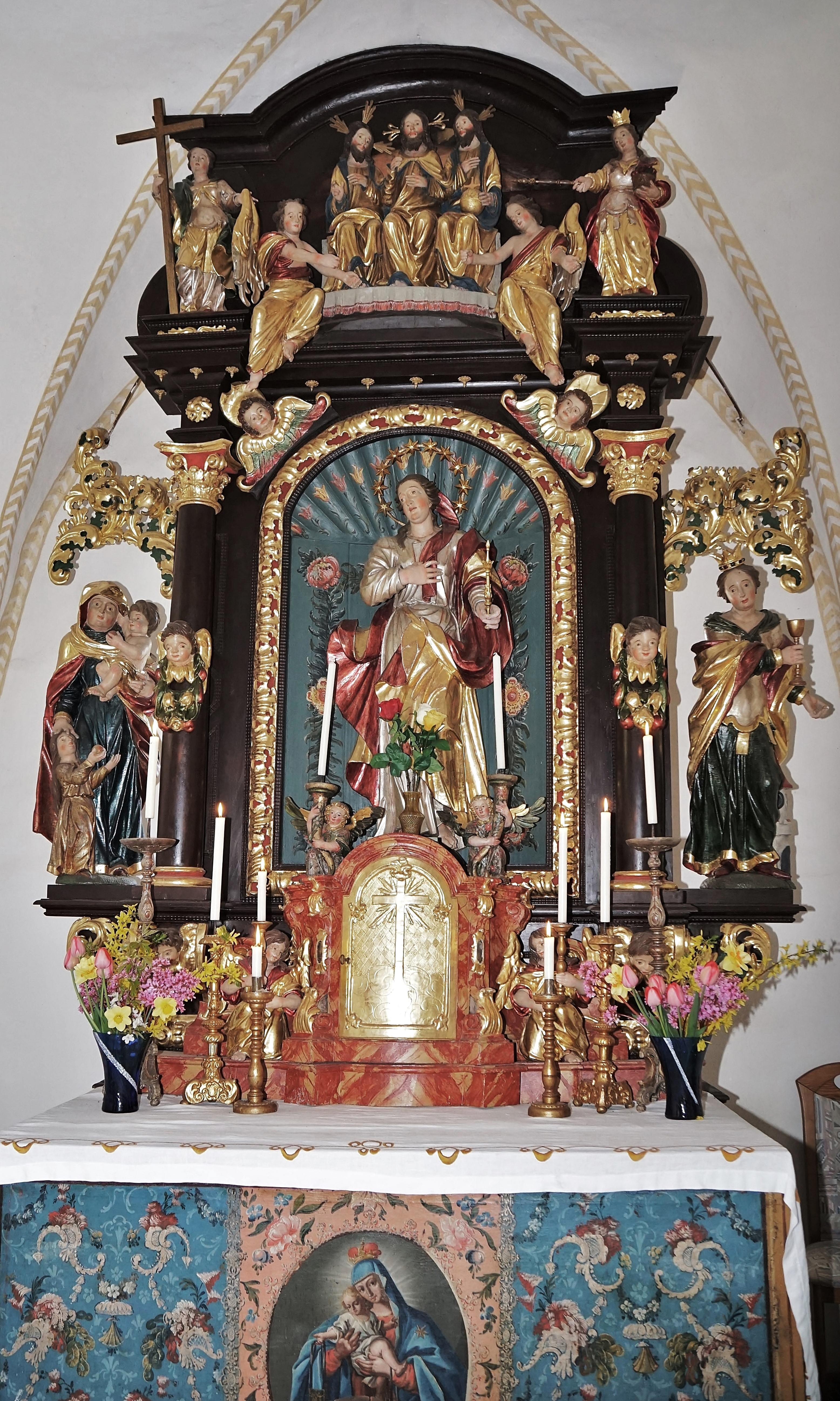
Der Hochaltar

Im floral bemalten Schrein des barocken, zweisäuligen Hochaltars steht eine Marienstatue. Assistenzfiguren sind links die hl. Elisabeth mit den Knaben Johannes daneben und Jesus auf dem Arm, rechts die hl. Barbara. Eine seltene Besonderheit ist die Darstellung der Hl. Dreifaltigkeit in drei Personen im Aufsatz. Links daneben steht die hl. Helena, rechts die hl. Elisabeth mit dem Rosenwunder.
Auf den seitlichen Wandaltären finden sich spätgotische und barocke Heiligenfiguren (links Andreas, Thomas und Paulus). Diese stehen vor sattblauem Hintergrund.
Die vier Felder des Kanzelkorbes (um 1700) sind mit den Evangelisten und jeweils einem Evangelientext bemalt. Auf dem Schalldeckel stehen Figuren der Evangelisten Markus und Johannes. Die Figuren von Matthäus und Lukas wurden 1973 gestohlen. Die Vorderseite des Schalldeckels bildet ein Auge der Vorsehung. Bekrönt wird er von einer Statue des hl. Florian.

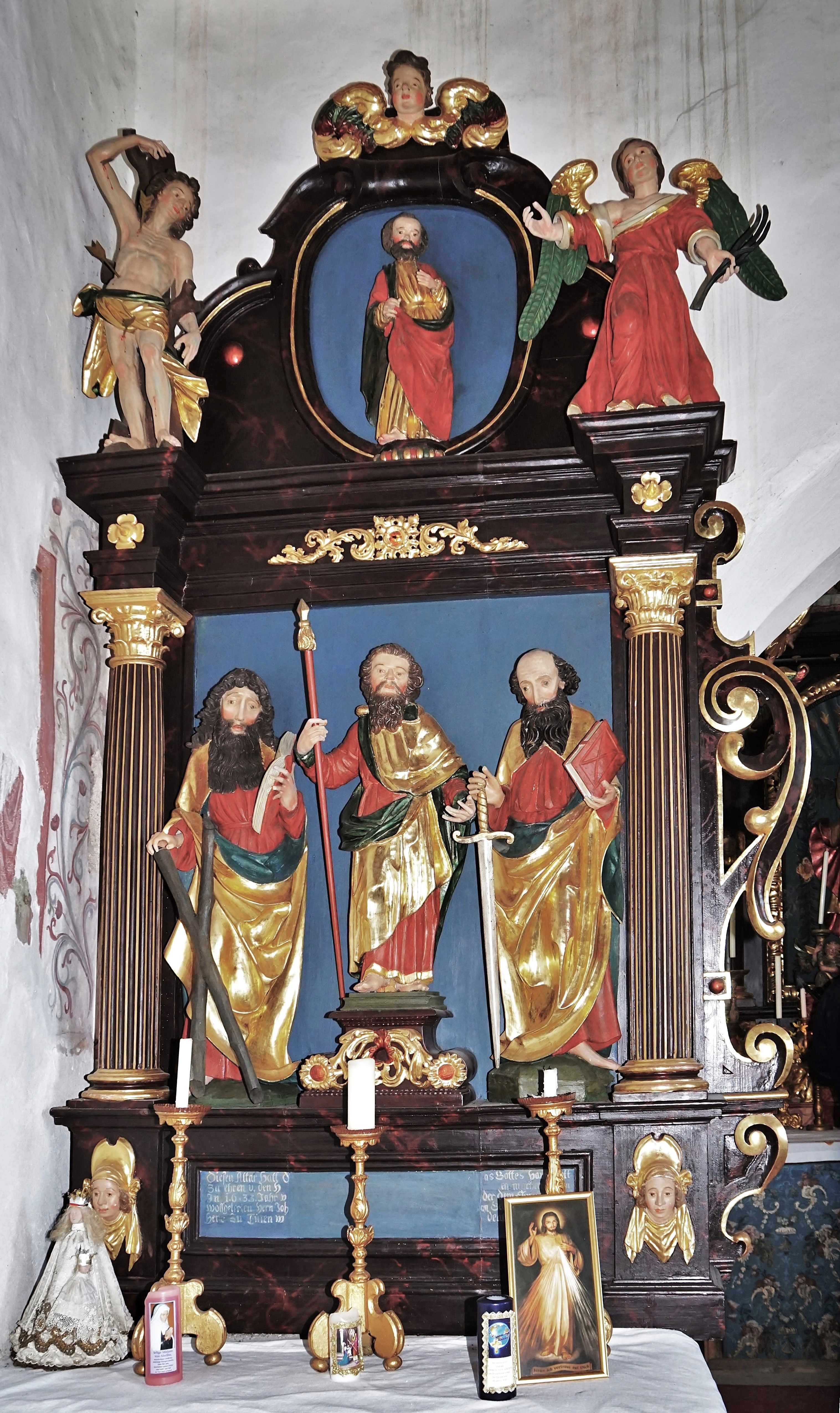
Linker Seitenaltar
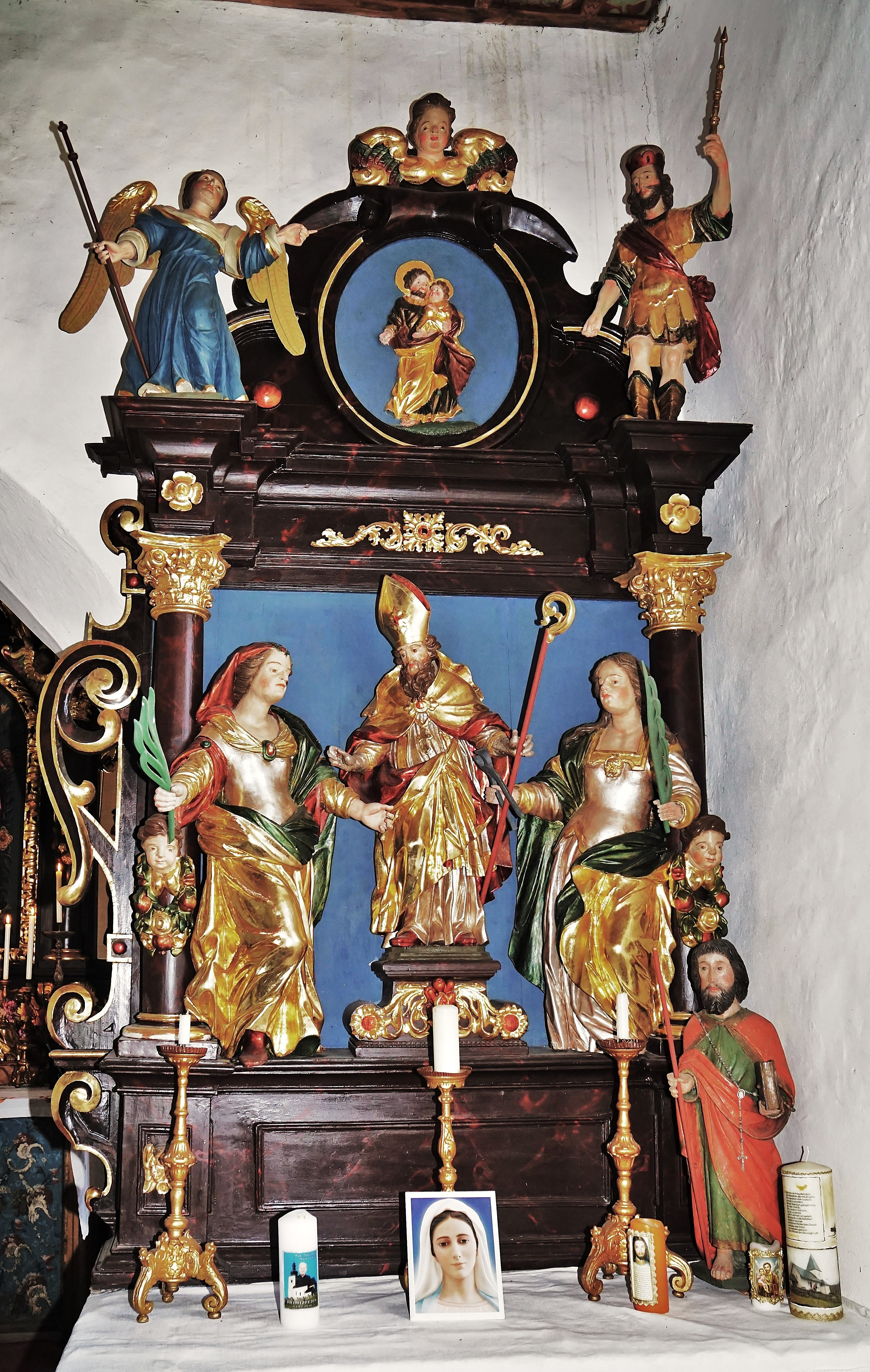
Rechter Seitenaltar
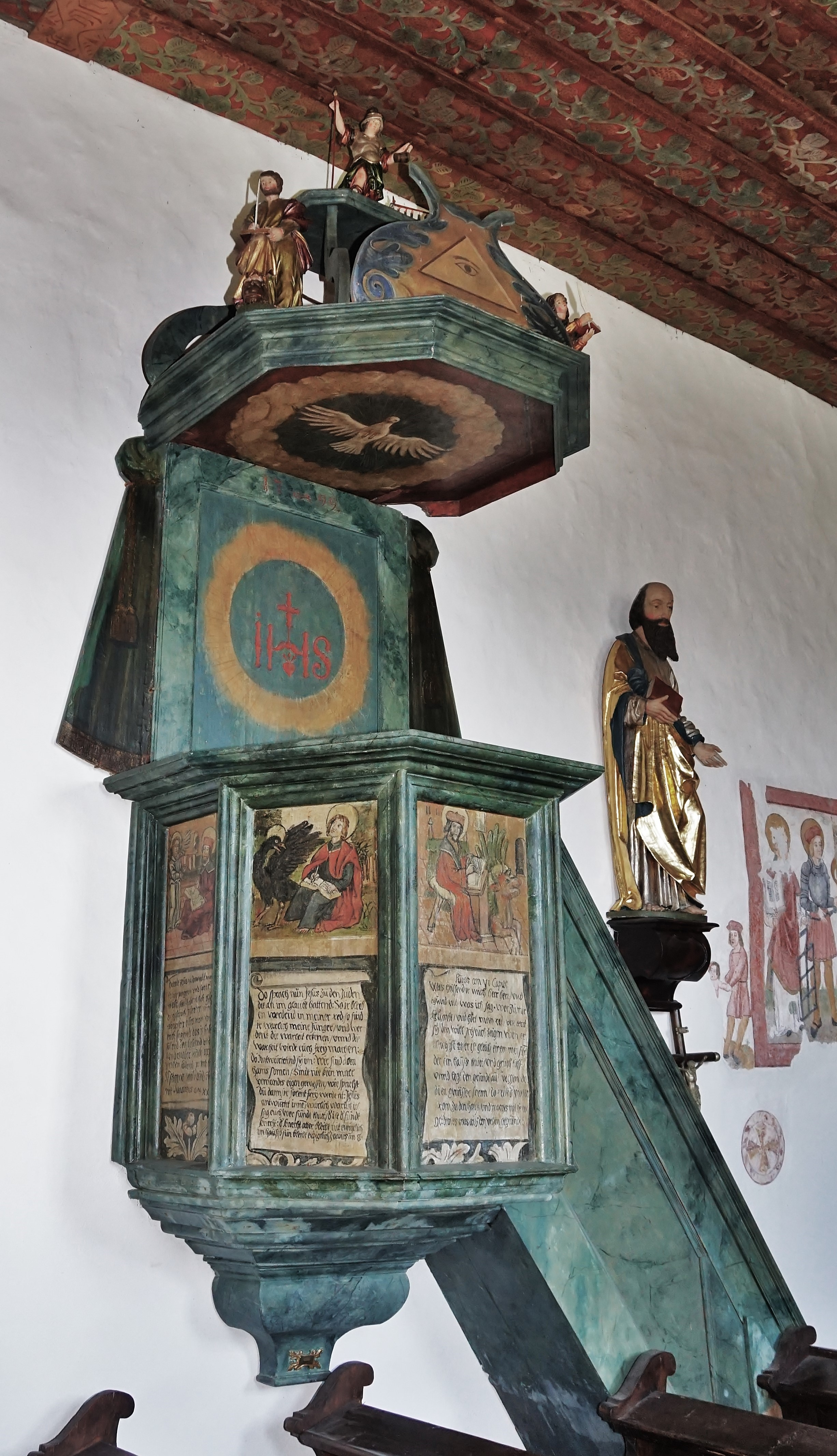
Die Kanzel

Im Turm der Filialkirche hängen drei noch mit der Hand zu läutende Glocken. Die kleinste und älteste Glocke mit einem Durchmesser von 46 cm und einem Gewicht von 53 kg trägt die Aufschrift „mert regrep 1511“. Die mittlere Glocke mit der Aufschrift „Maria Himmelskönigin, der Menschen Schutz und Helferin“ ist eine Bronzeglocke mit 50 cm Durchmesser, die im Jahr 1956 in Innsbruck bei der Firma Grassmayer gegossen wurde. Die größte Glocke mit der Aufschrift „mit meiner Stimme hell und rein läut ich den Heimatfrieden ein“ ist eine Bronzeglocke mit 63 cm Durchmesser, die im Jahr 1955 ebenfalls in Innsbruck gegossen wurde.